# Hongan-ji en Asakusa en la capital oriental
Hongan-ji en Asakusa en la capital oriental (東都浅草本願寺 Tōto Asakusa honganji?) es una estampa japonesa de estilo ukiyo-e obra de Katsushika Hokusai. Fue producida entre 1830 y 1832 como parte de la célebre serie Treinta y seis vistas del monte Fuji, a finales del período Edo. Retrata a unos obreros trabajando en la azotea del templo Higashi Hongan-ji en Edo —la actual Tokio—.

## Escenario

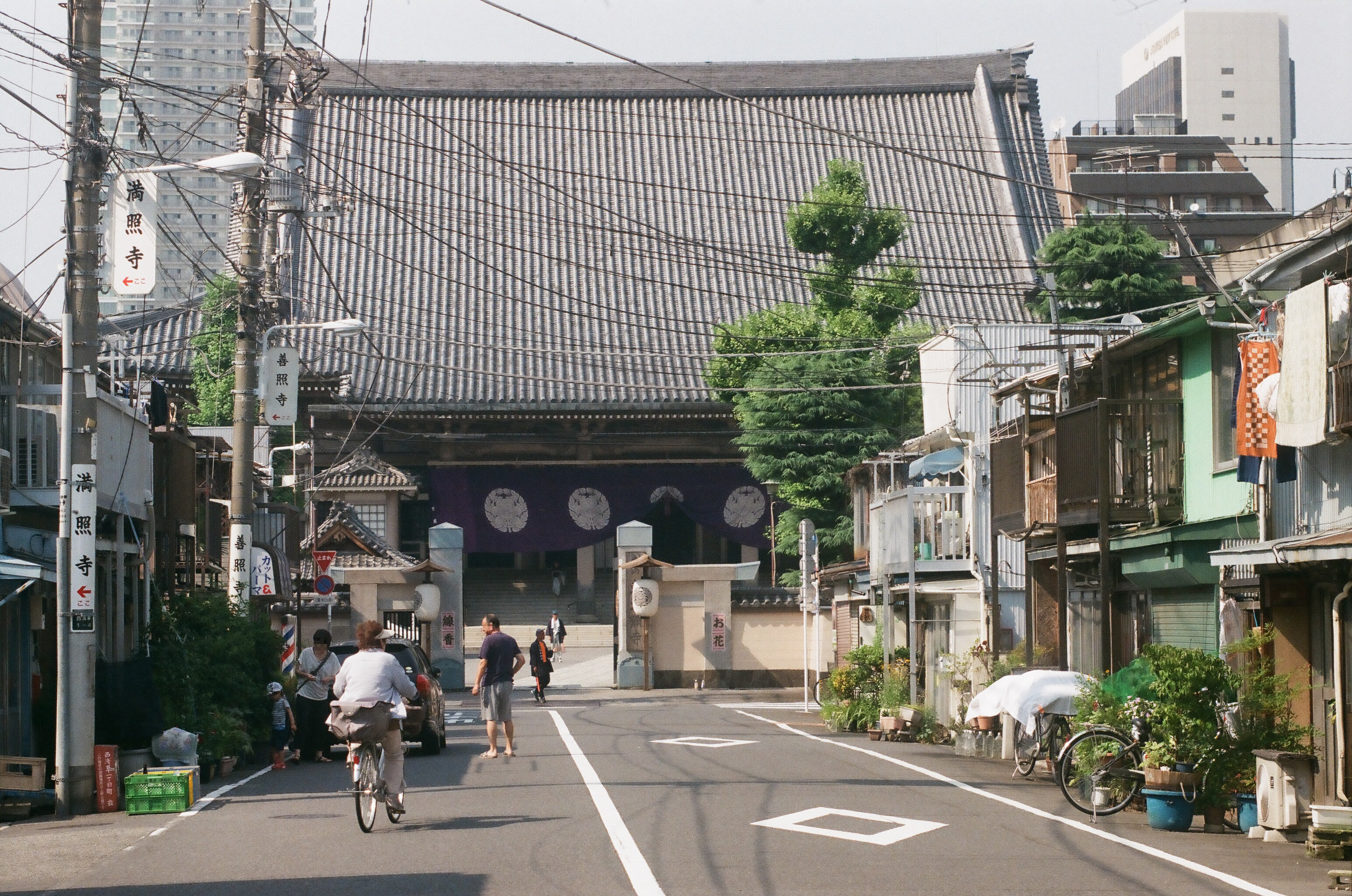
El templo Higashi Hongan-ji en la actualidad, integrado en el espacio urbano de Asakusa.

Asakusa era el distrito con más habitantes de Edo durante la época que vivió Hokusai. Sus calles se caracterizaban por las tiendas de comerciantes y artesanos. Uno de los monumentos de la zona era el enorme templo budista Hongan-ji, construido en 1657, que pertenecía a una rama de Kioto de congregaciones homónimas, la sede de la secta de la Escuela Oriental de la Tierra Pura (Jōdo). Esta se fundó a finales del período Heian (finales del siglo XI), y consiguió rápidamente un gran número de seguidores. Su enseñanza era sencilla en comparación con otras sectas donde debían recitar sutras o participar en rituales complicados, ya que solo requería un llamado sincero al nombre de Amida. En el período Edo, esta tendencia se extendió y se convirtió en la secta budista más grande del país, con grandes templos por todo Japón.

## Descripción
El sujeto principal de la impresión es el tejado del templo, que está tan cerca del primer plano que solo se encuadra su frontón. Resaltan de la arquitectura del edificio las tallas de madera elaboradas. En la parte interior se agolpan los techos de las casas más pequeñas, sobre las que flotan nubes con función decorativa. El monte Fuji al fondo hace eco de la forma del techo. El esquema compositivo es «dramático», debido al agrandamiento del frontón en una proporción enorme, lo que empequeñece el resto de edificios y la montaña. En el techo empinado del templo los obreros están haciendo reparaciones. Sus posturas «exageradas y precisas» provienen de los estudios de Hokusai acerca de la forma y el movimiento, cuyos bocetos fueron publicados bajo el nombre Hokusai Manga. La estructura de la izquierda es un andamio construido sobre la excavación de un pozo. La cometa que vuela en término medio indica que el paisaje es invernal, probablemente el día de Año Nuevo. El tono rosa pálido en las nube y la cometa aportan dinamismo al estampado azul monocromático.